# Hadzor
Hadzor – wieś w Anglii, w hrabstwie Worcestershire, w dystrykcie Wychavon. Leży 10 km na północny wschód od miasta Worcester i 161 km na północny zachód od Londynu.